# Contea di Vinton
La contea di Vinton (in inglese Vinton County) è una contea dello Stato dell'Ohio, negli Stati Uniti. La popolazione al censimento del 2000 era di 12 806 abitanti. Il capoluogo di contea è McArthur.